# Protestantyzm w Szwajcarii

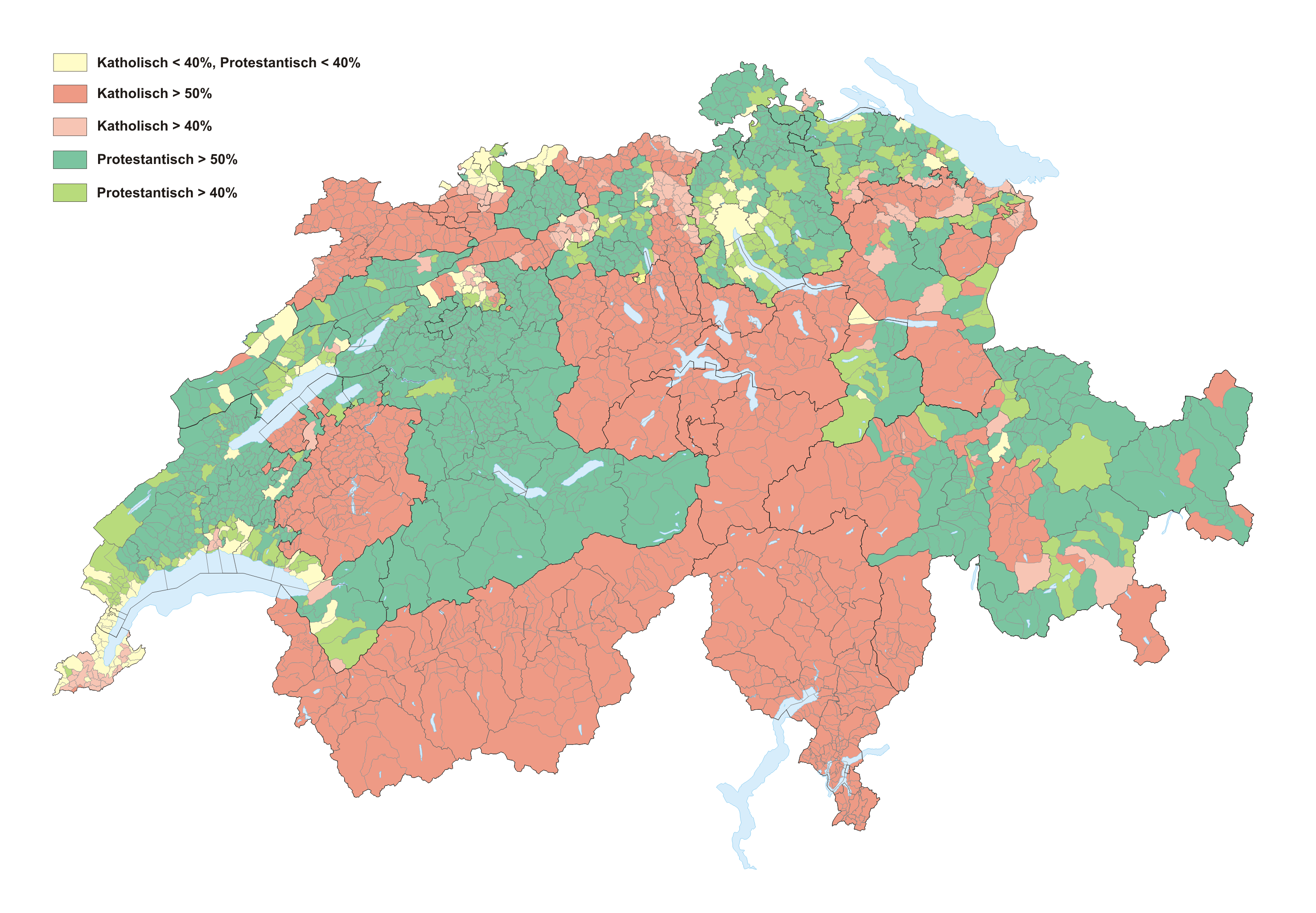
Rozmieszczenie katolików (czerwony) i protestantów (zielony) w Szwajcarii, w roku 2008

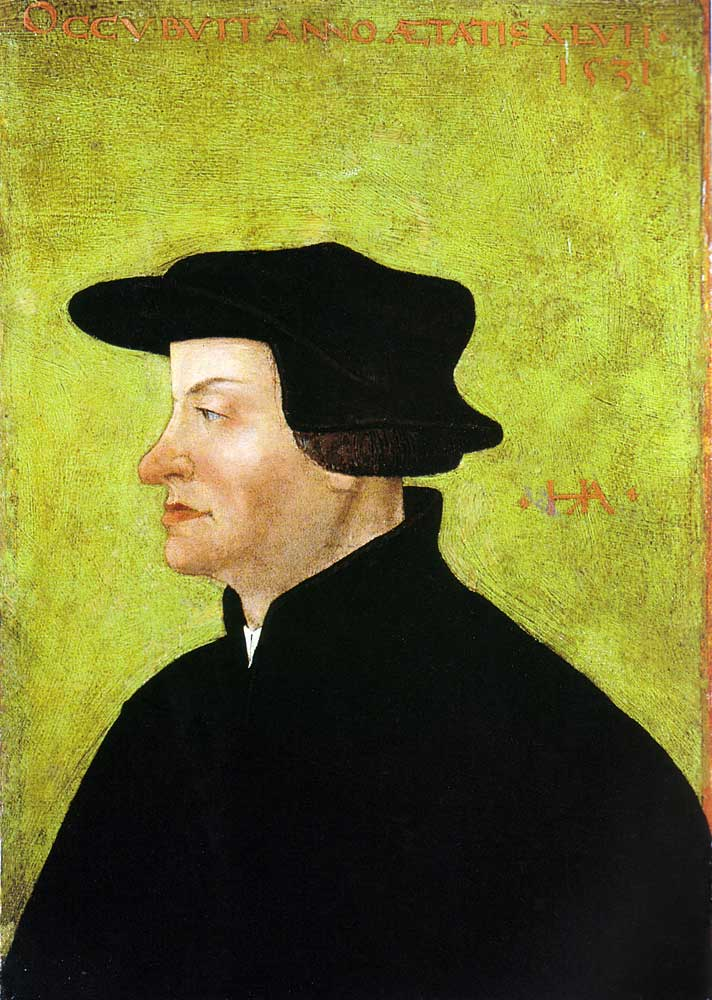
Zuryski reformator Ulrich Zwingli

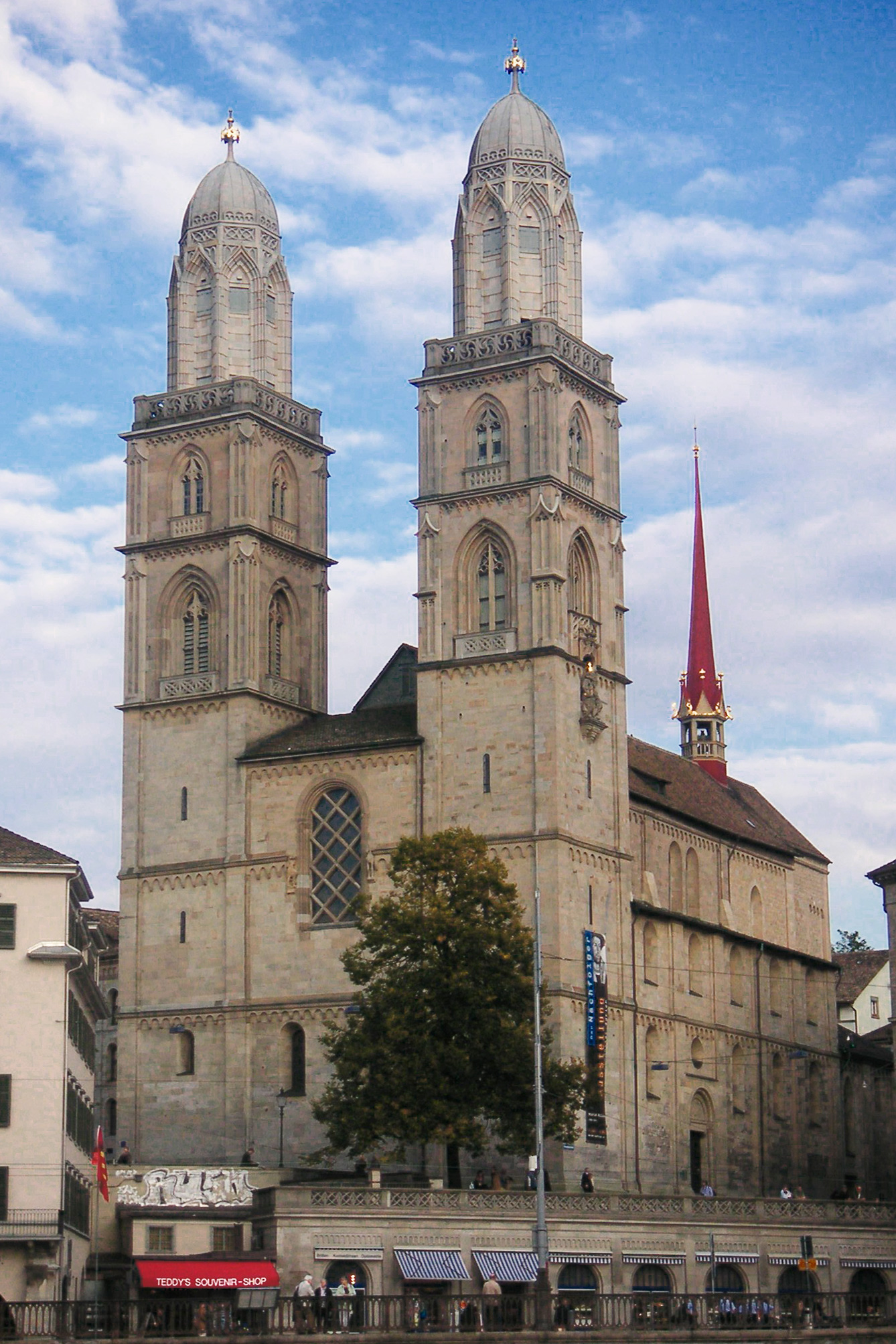
Reformowany kościół Grossmünster, w Zurychu

Protestantyzm w Szwajcarii – od XVI wieku jest jedną z dwóch dominujących religii w tym kraju, obok katolicyzmu, z jego głównym nurtem Szwajcarskim Kościołem Reformowanym. Na początku XX wieku protestanci stanowili ponad połowę ludności, obecnie jedynie ok. 25% związanych jest z tym nurtem chrześcijaństwa.

## Historia
Szesnastowieczna Szwajcaria była jednym z głównych ośrodków Reformacji. Protestantyzm rozwijał się głównie w miastach, kantony wiejskie pozostały katolickie. Reformacja w Szwajcarii objęła różne ośrodki i reformatorów. Główną rolę odegrał Ulrich Zwingli, który był aktywny od 1523 r. w Zurychu, i Jan Kalwin, który od 1536 r. przekształcił Genewę w tzw. „protestancki Rzym”.
W Szwajcarii reformację zapoczątkował Ulrich Zwingli, który w 1522 r. pod wpływem nauki Marcina Lutra ogłosił swoje 67 tez naprawy Kościoła (Apologeticus Architeles). Zwingli przystąpił do radykalnej reformy Kościoła, w czym poparła go całkowicie Rada Miejska Zurychu. W ślad za Erazmem i Lutrem uznawał Pismo Święte za jedyne źródło wiary i żądał bezwzględnego usunięcia z życia religijnego wszystkiego, co narosło później. Skasował msze i handel odpustami, sakrament uznawał tylko za symbole, z kościołów usunął wszystkie ołtarze, obrazy, figury świętych i wszelkie inne ozdoby, a za jedyną formę nabożeństwa uznał czytanie Biblii, kazania i udzielanie komunii pod dwiema postaciami. W obawie przed ruchem anabaptystów, którzy opanowali na pewien czas Zurych, Zwingli złagodził nieco ostrość swej reformy, lecz po zniknięciu niebezpieczeństwa Rada Miejska pod wpływem Zwingliego skasowała celibat duchowieństwa, wprowadziła język narodowy do nabożeństw i zabroniła odprawiania mszy (1524–1525). Zwingli uzyskał poparcie przede wszystkim bogatych kantonów miejskich, które dążyły do przeprowadzenia głębokich reform gospodarczych, społecznych i religijnych. Bezpośrednim powodem podziału religijnego w Szwajcarii stała się służba kondotierska. Stanowiła ona główne źródło utrzymania przede wszystkim dla ubogiej ludności wiejskiej. Kiedy więc Zwingli zaczął domagać się jej likwidacji, kantony wiejskie znalazły się w opozycji. Uzyskały przy tym pomoc Habsburgów, którzy liczyli na odzyskanie wpływów w Szwajcarii.

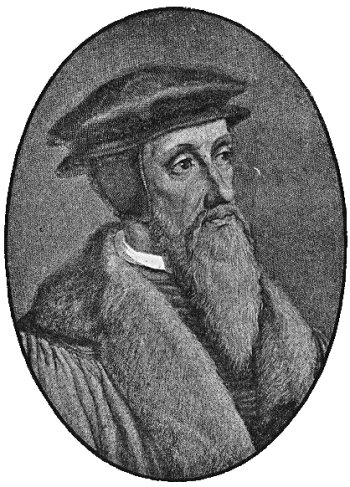
Jan Kalwin w późniejszych latach

Zachodnia fasada kalwińskiej Katedry w Bazylei

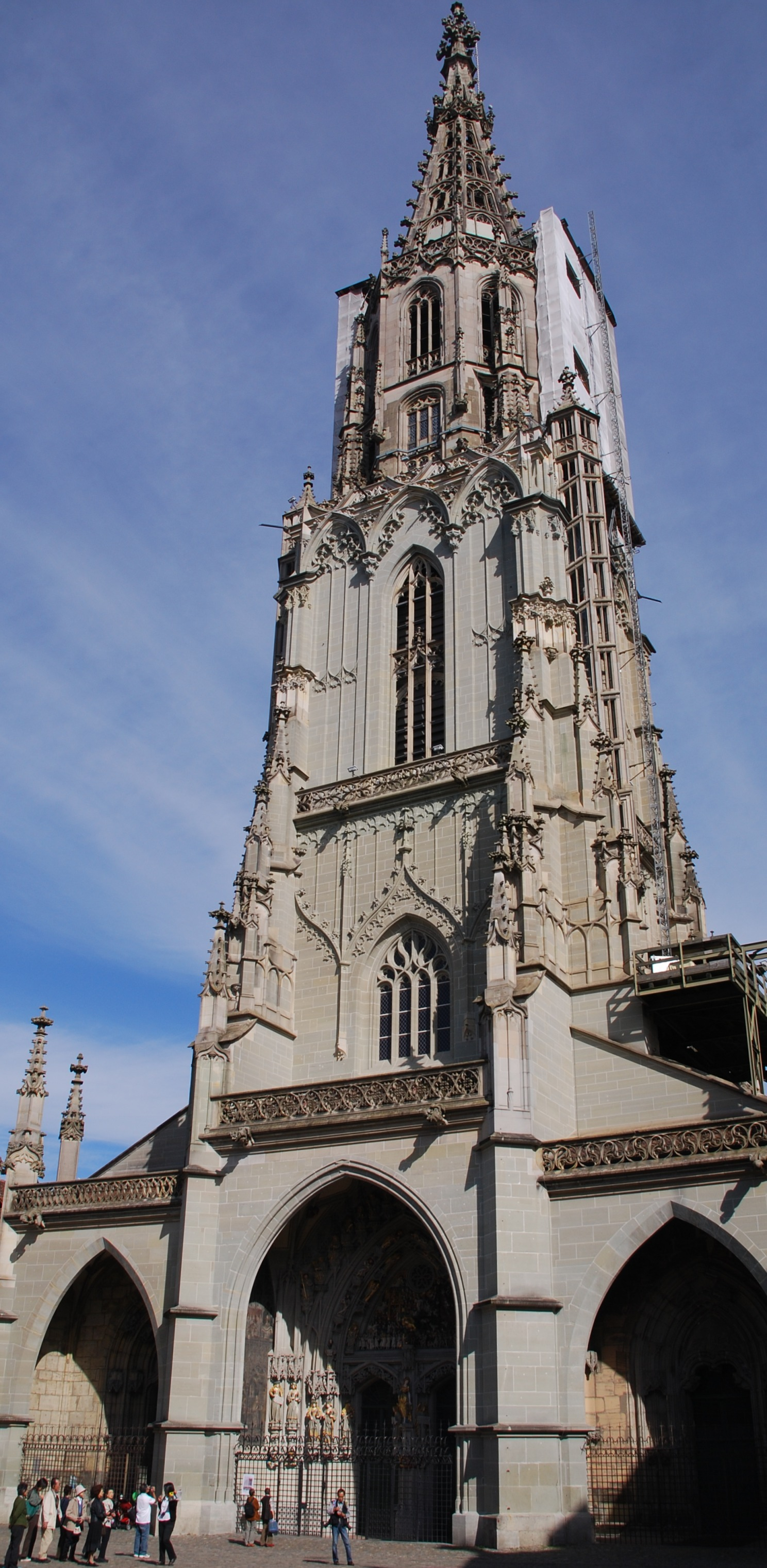
Kalwińska Katedra w Bernie

Na podziały religijne nałożyły się też podziały polityczne. Konserwatyści (katolicy) chcieli zachowania formalnej równości wszystkich kantonów i zasady jednomyślności przy głosowaniu w Zgromadzeniu. Radykałowie (protestanci) dążyli do umocnienia Związku i oparcia jego organizacji o ideę suwerenności ludu. Silne napięcia między protestantami i katolikami doprowadziły do czterech wojen religijnych. Konflikty na tym tle wybuchały aż do XVIII w.
Wkrótce po śmierci Zwingliego pojawił się w Szwajcarii inny reformator. Nauka Jana Kalwina zyskała największe uznanie spośród wszystkich wyznań protestanckich. Szczególnie popularna była we Francji, gdzie jego zwolenników nazywano hugenotami.
Reformacja wywarła istotny wpływ na gospodarczy rozwój Szwajcarii. W jej kantonach protestanckich znajdowali schronienie uciekinierzy przed prześladowaniami religijnymi z Francji, Włoch i Niderlandów. Znaczną grupę wśród nich stanowili zamożni kupcy i właściciele manufaktur. Wykorzystując własne doświadczenia i kontakty zawodowe, przyczynili się do rozwoju, w szwajcarskich kantonach protestanckich: produkcji wełny i jedwabiu, wyrobów jubilerskich i zegarmistrzowskich oraz handlu zagranicznego i bankowości. Te gałęzie gospodarki Szwajcarii do dziś współdecydują o sile ekonomicznej Szwajcarii.
W 1970 r. ponad 95 proc. Szwajcarów należało do Kościoła katolickiego lub wspólnot ewangelicko-reformowanych. Obecnie należy do nich tylko dwie trzecie mieszkańców kraju. Skutki laicyzacji w znacznym stopniu ogranicza napływ imigrantów.

## Obecnie
Spośród większych miast Szwajcarii jedynie Berno zamieszkane jest w ponad 60% przez członków Kościoła i wspólnot protestanckich. W innych miastach protestanci stanowią dużą mniejszość.
Zauważalny jest duży wzrost małych wspólnot protestanckich nurtu ewangelikalnego, głównie zielonoświątkowców. Według badania z 2011 r. przeprowadzonego w ramach Krajowego Programu Badań „Religie, państwa i społeczeństwa” (PNR) dwa razy więcej osób uczestniczy w cotygodniowych nabożeństwach ewangelikalnych, niż w tradycyjnych kościołach ewangelickich. Liczbę ewangelikalnych szacuje się na około 250 tysięcy, z rocznym wzrostem 2,3%.
Według Operation World w 2010 roku, w Szwajcarii było 67 958 zielonoświątkowców (0,9% populacji). Znaleźć tutaj można również mniejsze wspólnoty: luteran, braci plymuckich, pietystów, metodystów, anglikan i adwentystów dnia siódmego.

## Dane statystyczne
| Źródło (Rok)               | Liczba protestantów | Procent ludności |
| -------------------------- | ------------------- | ---------------- |
| Pew Research Center (2010) | 2,82 mln            | 36,8%            |
| Operation World (2010)     | 2,5 mln             | 33%              |
| Operation World (2000)     | 3,0 mln             | 40,5%            |

Ważniejsze denominacje protestanckie w Szwajcarii:
| Religie/Kościoły                                       | Liczba wiernych | Procent ludności | Źródło                                  |
| ------------------------------------------------------ | --------------- | ---------------- | --------------------------------------- |
| Ewangelicko-reformowany Kościół Szwajcarii (kalwinizm) | 2 400 000       | 30,9%            | Departament Spraw Wewnętrznych, 2010    |
| Szwajcarska Misja Zielonoświątkowa                     | 24 500          | 0,32%            | Operation World, 2010                   |
| Stowarzyszenie Wolnych Kościołów Zielonoświątkowych    | 21 200          | 0,28%            | Operation World, 2010                   |
| Bracia plymuccy                                        | 17 700          | 0,23%            | Operation World, 2010                   |
| Stowarzyszenie Wolnych Zborów Ewangelicznych           | 14 000          | 0,19%            | Operation World, 2010                   |
| Kościół Metodystyczny                                  | 14 000          | 0,19%            | Operation World, 2010                   |
| Pilgrim Mission of St. Chrischona (pietyści)           | 14 000          | 0,19%            | Operation World, 2010                   |
| Kościół Anglikański                                    | 13 800          | 0,19%            | Operation World, 2010                   |
| International Christian Fellowship (zielonoświątkowcy) | 7200            | 0,09%            | Operation World, 2010                   |
| Kościół Apostolski                                     | 6615            | 0,09%            | Operation World, 2010                   |
| Union of Free Mission Congregations                    | 6600            | 0,09%            | Operation World, 2010                   |
| Stowarzyszenie Ewangeliczne (EGW)                      | 6435            | 0,08%            | Operation World, 2010                   |
| Bewegung Plus (zielonoświątkowcy)                      | 5000            | 0,06%            | Bewegung Plus                           |
| Kościół Adwentystów Dnia Siódmego                      | 4757            | 0,05%            | Atlas Adwentystyczny, 2018              |
| Federacja Kościołów Ewangelicko-Luterańskich           | 4206            | 0,05%            | Światowa Federacja Luterańska, 2013     |
| Armia Zbawienia                                        | 3830            | 0,05%            | Armia Zbawienia w Szwajcarii, 2015      |
| Mennonici                                              | 2500            | 0,03%            | Konferencja Mennonitów w Szwajcarii     |
| Unia Baptystyczna (baptyzm)                            | 1084            | 0,01%            | Europejska Federacja Baptystyczna, 2012 |
| Kościół Poczwórnej Ewangelii                           | 650             | 0,008%           | FMI, 2015                               |